# グリケリウス
グリケリウス（ラテン語 : Glycerivs, 420年頃 - 480年）は、西ローマ帝国の皇帝（在位 : 473年3月3日/5日 - 474年6月24日）。初代西ローマ皇帝とされるホノリウスから数えて11人目の皇帝である。ただし東ローマ帝国による皇帝位の承認は得ていない。
最後の政治に意欲的な西ローマ皇帝であると評される皇帝であったが、その即位はブルグント族のグンドバド（のちのブルグント王, 在位 : 452年 – 516年）の支持を得てなしたものであった。オリブリオス帝（在位 : 472年7月11日 - 11月2日）のもとで皇帝大本営の将校団長官を務め、同帝没後ブルグント族に推戴されて皇帝を称し、北イタリアを支配した。在位中、彼は西ゴート族の帝国領への侵略を防いだり、外交によって東ゴート族と平和な関係性を築いたりと功績を残した。しかし、後にコンスタンティノポリスの皇帝レオ1世の支持を得た彼の政敵のユリウス・ネポスによって追放されダルマティアの都市サロナ（現在はクロアチアのソリン）の主教に叙任し、グリケリウスは神へ奉仕する身となって生涯を終えた。

## 名前
本名はフラウィウス・グリケリウス。英語圏では英語読みでグリセリウスと称される。また、グリュケリウスとも称されている。
また、彼の皇帝名は「フラウィウス・グリケリウス・アウグストゥス」であるとされているが、「フラウィウス」とはコンスタンティヌス1世の氏族名である。フラウィウスは偉大なコンスタンティヌス1世とその祖先を想起させる氏族名であるため、以降の一連の皇帝たちもこの姓を名乗ったが、グリケリウスもこれに倣ったのである。なお、「フラウィウス」の氏族名は帝国の貴族層、古代初期及び中世初期にはローマに帰化したゲルマン人や蛮族の大王へも広がり、例えばカール大帝も「フラウィウス」の氏族名が授与されている。アニキウス氏族出身。

## 生涯

### 軍人時代
グリケリウスについて語る情報源は非常に断片化されており、貧弱であるため、現在でも不明瞭な点も多い。歴史家ペニー・マクジョージは「グリケリウスについてはほとんど何も知られていない」と要約しているほか、ローマ史の大家であるエドワード・ギボンは「無名の軍人グリュケリウス」と「ローマ帝国衰亡史」の中で評している。
420年頃、グリケリウスは西ローマ帝国支配下のダルマティアで生まれた。出生日は不明である。彼の家族は知られておらず、従って彼の一族は貴族階級には属していなかったようである。
グリケリウスが誕生した頃の西ローマ帝国の皇帝（西帝）はホノリウス帝（在位 : 393年 - 423年）であったが、彼の治世前後では西ローマ帝国の衰退が進み、混乱が広がっていた。ゲルマン諸民族の侵入は止まず、410年のアラリック1世率いる西ゴート族によるローマ略奪など、外的要因による危機が続いたほか、内部では反乱や帝位の僭称が頻発し、更に統治の実権は臣下に奪われていた。はじめヴァンダル族出身の将軍スティリコが、408年にスティリコが処刑された後は、オリュンピウスや将軍コンスタンティウス（のちの西ローマ皇帝コンスタンティウス3世、在位 : 421年）らが実力者となり、専権を振るう一方で、皇帝権力は弱体化した。また、帝国の版図縮小も続き、例えばブリタニアでは実質的な支配権を喪失した（End of Roman rule in Britain）。
472年7月11日、オリブリオスは西ローマ皇帝に不本意ながらも傀儡として据えられた（なお、オリブリオスはウァレンティニアヌス3世の皇女プラキディアと結婚したため、テオドシウス朝最後の皇帝と見做されている）。これは東ローマ帝国皇帝レオ1世と西ローマ帝国の実力者であったリキメル（リコメロス）によるものであった。西ローマ帝国の末期、リキメルはマギステル・ミリトゥム（軍指令官、当時の西ローマ帝国の事実上の最高権力者）であり、マイオリアヌス帝（在位 : 457年 - 461年）を追いやり、次いでリウィウス・セウェルス帝（在位 : 457年 - 461年）、アンテミウス帝（在位 : 467年 - 472年）といった一連の西ローマ皇帝を傀儡として据えるなど権力を握っていた。更にアンテミス帝を殺害したことによって彼への反対者のない状況なか、オリブリオスを帝位に就けたのである。リキメルは、アンテミウス帝を廃位した6週間後の472年8月18日に突然死去した。死後、彼のパトリキ（貴族）の称号とマギステル・ミリトゥムの役職は、その甥でブルグント族の公子であるグンドバト（Gundobad）に引き継がれた（しかしながら、歴史家ジョン・バグネル・ベリーは事実上リキメルの後継者はオドアケルであったと主張している）。また、オリブリオス帝の治世は短く、彼は即位と同年の10月23日に崩御した。これ以降、西ローマ帝国は4か月もの間皇帝が不在という異常事態に陥る。
グリケリウスは、オリブリウス帝の治世で皇帝大本営の将校団長官（Comes Domesticorum）となった。さらに、これ以前にダルマアティアでローマ軍を指揮していた可能性もある。
その後、レオ1世は西ローマの帝位に相応しい候補者をすぐに見つけることができなかった。この事実は、レオ1世には西ローマ帝国での繋がりが貧弱であったことを示している。そのため、その後の西ローマでは皇帝が並立する事態に陥る。

### 即位

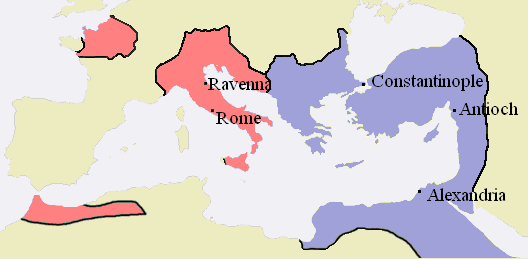
476年頃の東西ローマ帝国

473年3月、西方帝国（西ローマ帝国）の帝位が空位状態となって無法な蛮族の跳梁に任されていた時、当時無名の軍人であったグリケリウスはブルグント族の公子でマギステル・ミリトゥムであったグンドバドによって西ローマ皇帝の位に擁立された。西ローマ帝国の首都ラウェンナで皇帝に宣言され、グンドバドの手によって紫衣がさずけられたという。当時の西ローマ帝国は、蛮族の恣にする侵略に荒れ、更には宮廷の乱れからローマ皇帝の権威は失墜、反逆行為が当たり前となり、西ローマ皇帝への忠誠心は殆ど無くなってしまっていたため、自身を支えていたのは、ブルグント族のグンドバドのみであった。即位の日にちについては、ファスティ・ウィンドボネンセス年代記では5日だったと述べられているが、パスチャレ・カンパナムは3日だったと主張している。ギボンは、グリケリウスの擁立に至る経緯について、「ビザンティン宮廷の処置が極めて優柔不断不活撥なために、アンテミウス帝の死後、いや、オリュブリウス帝の死からでも何か月も経過したのに、予定された後継帝が見苦しくない程度の軍勢を従えてイタリアの臣下たちの前に姿を現すに至らず、その間に無名の軍人グリュケリウスなる者がその庇護者グンドバッドの手で紫衣を授けられた」と表現している。
ブルグント族の実力に依存しているとはいえ、実質的には帝位に就いたグリケリウスであったが、東ローマ帝国のレオ1世からは彼がグンドバドの操り人形に過ぎないとして、彼の帝位を承認しなかった。しかしながら、グリケリウスは474年に執政官を指名せず、代わりに東ローマ帝国の執政官である幼少の皇帝レオ2世（在位 : 473年 - 474年）を受け入れた。グリケリウスは、東ローマ帝国との和解を試みていたようである。グリケリウスと対立していたレオ1世は、親族の人間を共同皇帝に指名し、西ローマへの影響力を保ちたかったのである。
東ローマ帝国のレオ1世の宮廷ではコンスタンティノポリスの宮廷が認める新しい西ローマ皇帝の選出が真剣に討議された。皇妃ウェリナは自己の家系の勢力を増大させることに熱心で、彼女の姪の一人を総督ユリウス・ネポスと結婚させており、このネポスは彼の伯父マルケリヌスの跡を継いでダルマティアの実権を握る貴族となっていた。レオ1世は自身の親類で扱いやすいネポスに目を付け、彼を西ローマ皇帝に即位するように説得し、その結果、ダルマティアの方がよほど堅固な土地であるにもかかわらず474年6月頃にコンスタンティノポリスの宮廷の庇護のもと、西ローマ皇帝となった。
グリケリウスの治世中の出来事はほとんど知られていないが、西ゴート族によるイタリア侵攻の試みが地元の指揮官によって撃退され、彼らの進路をガリアに変えさせたことは判明している。グリセリウスはまた、2000ソリドゥスの貢納を含む外交的施策を通じて東ゴート族による帝国に対する侵略を阻止した。
西ゴート族と東ゴート族は、4世紀後半以降、それぞれガリア・アクィタニア、パンノニア・プリマとパンノニア・ウァレリアにフォエデラティ（ゲルマン人同盟部族）として定住したゲルマン民族の集団であった。473年、西ゴート族の王エウリック（在位 : 466年 - 484年）はイタリア侵攻を命令したが、西ゴート軍は敗退し、指揮官であったウィンセンティウスはコミテス（地域司令官）のアッラとシンディラによって殺害された。ウィンセンティウスが殺された後、エウリックはイタリアへの行軍をあきらめ、その代わりにガリアに侵攻し、アレラーテ（現在のアルル）とマッサリア（現在のマルセイユ）の両都市を占領することを選択し、結果としてイタリア半島及び西ローマ帝国の首都ラウェンナは蛮族の侵略から免れた。また、東ゴート族の指導者の一人ウィデメール（在位 : 469年 - 474年) は、ドナウ地方からイタリア侵略を企てていたが、グリケリウスは2000ソリドゥスという大金を贈与することとで、ヴィデメールに企みを思いとどまらせた。そして彼らをイタリアからガリアに迂回させ、そこでヨルダネスが「さまざまな民族」と表現した周囲の集団が後に彼らを攻撃した。
マティセンは、グリケリウスがローマやビザンツの文献で一般的に好意的に受け止められているのは、帝国を守るためのこうした行動が理由ではないかとコメントしている。9世紀の歴史家テオファネスは、グリケリウスを単に「卑しくない人物」としか記していないが、パヴィーアの司教エンノディウスは、『聖エピファニウス伝』の中で、グリケリウスをより詳細に描写している。
オリブリオスの後、グリケリウスが支配者になった。彼については、多くの人々の幸福のために彼が行った数多くのことを、簡潔にまとめたい。祝福された人（パヴィーアのエピファニウス司教）が執り成しをしたとき、彼は自分の権威のもとにいたある者たちによって自分の母に加えられた傷を赦した。
グリケリウスは主に北イタリアに君臨していたようで、彼の治世から発見されたコインは、1枚を除いてすべてラヴェンナかミラノで鋳造されている。現存するグリケリウスが制定した唯一の法律は473年3月11日付で、イタリア道の道長官（プラエフェクトゥス・プラエトリオ）ヒミルコ（Himilco, Himelco）に発布され、後にイリュリクム道、オリエンス道、ガリア道の道長官にも再発布された。なお、イタリア道とガリア道は西ローマ帝国の管轄であるが、イリュリクム道とオリエンス道は東ローマ帝国に属しており、本来グリケリウスはこれらの地域に法を発布する権限を持っていないにもかかわらず、この法律はそれぞれの道の道長官に採用されている。この法律はシモニア（教会職の売買）に関するものだった。この法律はグリケリウスが自身の弱い世俗的基盤を補強するために、キリスト教的「道徳」法を意識的に制定し、真の信仰の擁護者として自らをアピールすし、聖職者から支持を得ることを目的とした。また、ますます激しくなる選挙や、聖職者による私的な理由での教会資金の使用を懸念していた元老院議員層にもアピールするものであった可能性が高い。このグリケリウスの法と同様の法は、レオ1世やアンテミウス帝によっても発布されていたが、それらの目的も聖職者や元老院議員層からの支持の獲得であった。この法律は、西ローマ皇帝が発布した最後の法律としても知られている。

### 退位
レオ1世は、姻戚ネポスを西帝（共同皇帝）と宣言し、西ローマ帝国に侵攻するために艦隊でネポスを送った。7世紀の歴史家アンティオキアのヨハネス (歴史家)は、レオ帝はグリケリウスが帝号を称していることを知ってすぐに討伐を決断したと述べているが、マティセンは、実際の侵略の時期の遅さを考えると、レオ帝はしばらくためらったに違いないとしている。いずれにせよネポスは、冬の到来により、春を待ってから攻を開始することを余儀なくされた。
474年、攻撃を知ったグリケリウスは、おそらく侵略者に抵抗する意志を持って、ラウェンナからローマに到達するために離れて移動した（異説では、グリケリウスはネポスの急な襲来に不意を打たれたともされる）。それにもかかわらず、彼の庇護者たるグンドバドはイタリア半島を去った。当時、アルプス山脈の向こうのブルグント王国では先王ゴンディオク（在位 : 437年 - 473年）の死によって王位継承争いが勃発しており、グンドバドはその争いに参加せねばならなかったのである。その結果、彼の勢力基盤は失われることとなった。グンドバドがイタリアから引き揚げた動機として、ギボンは、「ローマ帝国衰亡史」の中で、「おのれの指名した帝を、内乱を起こしてまで支持することが出来ず、あるいは気が進まず、一方自国内での野心追及の要」のためグリケリウスを見放したと記述している。また、マセティンは、グンドバドがガリアで更なる兵力を調達しようとしていたか、もしくは先王の遺産を確実に受け取ろうとしたためであると主張している。。
いずれにせよ、グリケリウスが最も必要としたときにグンドバドとその軍隊が不在だったことは、帝位からの失脚に決定的な影響を与えた。グンドバドがアルプス山脈の向こうに引き揚げ、軍事力の大幅な弱体化余儀なくされたため、グリケリウスはローマ市へと拠点を移した。ラウェンナに留まると、地理的に東ローマ帝国からの直接の攻撃を受ける可能性があるためである。474年6月、ユリウス・ネポスがオスティアに上陸した後、グリケリウスは交戦せずに降服した。結果として、6月24日にラウェンナで退位し、代わってローマ市を占領したユリウス・ネポスが新たに皇帝に即位した。その後すぐに彼はダルマティアに位置する都市サロナ（現在はクロアチアのソリン）の司教とされ、そこで生涯を全うすることを許された。
「ネポスがグリケリウスを寛大に扱ったのは、グリケリウスが以前から皇帝位に積極的に就こうとしていたわけではないことにその理由が求められよう。このことに加え、彼の地域から処刑やその他の、グリケリウスを処断するための大義名分になり得る「犯罪」行為の証拠がなかったことから、ネポスは、もしグリケリウスが死んだ場合、彼は殉教者として扱われ、また自らのイタリア支配に反対する人々にとっての拠り所として機能し得るとすぐに判断し、従って、最善の行動は、単にグリケリウスをイタリアの（皇帝位という）誘惑から取り除くことであると考えたのであろう。さらに、グリケリウスを自身の根拠地であるダルマティアのサロナに送ることで、彼を監督し、これ以上問題を起こさないようにすることも容易であった。」
ネポスの寛大さの理由が何であれ、グリケリウスの短い治世は終焉を迎えた。結果として、グリケリウスはあまり知られていない皇帝たちの一人なのであるが、その治世の短さは妥当なものであると考える古代の文献も存在する。
アンテミウスがローマで殺された後、ゼノン（レオ1世の後を承けた東ローマ皇帝、在位 : 474年2月9日 - 491年4月9日）は彼の追随者であったドミティアヌスを介して、姪と結婚していたネポティアヌスの息子ネポスをラウェンナで皇帝に指名した。帝国を合法的に掌握したネポスは、専制的に自らを帝国に押し付けていたグリケリウスを退位させ、ダルマティアのサロナの司教とした
。彼のその後の人生についてはさまざまな説があり、司教としての新しい職務に就く前に死亡したという説もある。
このように、ヨルダネスはグリケリウスはその統治手法が独裁的であったがゆえに、その支配が短命に終わったと主張している。

### その後
グリケリウスを失脚させたネポスは、同年6月、ローマ皇帝フラウィウス・ユリウス・ネポス（Flavius Julius Nepos）として即位し、統治を開始した。しかし、翌年8月にはフラウィウス・オレステスが反乱を起こし、自身の本拠地であるダルマティアへと逃亡せざるを得なくなり、更に480年には暗殺された。東ローマ帝国の歴史家マルコス（Μάλχος）によると、グリケリウスは、サロナ司教から更にミラノ大司教にまで上り詰め、その後ユリウス・ネポスの暗殺を組織する上で何らかの役割を果たしたとしているが、暗殺の歴史的記録は不明瞭である。
ユリウス・ネポス帝は、殆どブルグント族からの支持にのみ依存していたグリケリウスとは異なり、周辺の勢力から広く支持を集めた。例えば、ソワソン管区の統治者シアグリウスはユリウス・ネポス帝を正当な西帝として認知し、475年のネポスのダルマティアへの亡命後も彼は一貫して彼を支持する立場を変えなかった。一方で彼は東方に後ろ盾を持つ皇帝であり、対してローマの元老院からの支持は薄かった。
グリケリウスは、その死までをサロナで過ごした。彼は、蛮族出身の将軍オドアケル（のちに西ローマ皇帝ロムルス・アウグストゥルス帝を退位させ帝国を滅ぼした人物、イタリア王としての在位 : 476年 – 493年）に自身の帝位を復活させた場合、ユリウス・ネポス帝によって拒否された「愛国者」の称号の授与を約束していた可能性がある。グリケリウスは、オドアケル王によってミラノ大司教とされたグリケリウス (ミラノ司教)という人物と同一視されることがあるが、これは恐らく後世の誤解であるとされる。グリケリウスとミラノ大司教位を結びつける根拠は、古典の教養を顕示した5世紀の演説家であるパヴィーア司教エンノディウスによる不確かな一文であり、その中で彼はミラノの大司教の中でもグリケリウスという名の大司教を称賛しているが、この部分は改竄されたか後に追加された部分であるかもしれない。いずれにせよ、彼の退位後の生涯に関しては、不明瞭な点が多い。
480年、サロナの聖職者として死去した。

## 政治
治世中の功績には、皇帝がキリスト教を深く信仰し、前述の立法を通じ、シモニアを規制し、また教会はより多くの義務を負うようになったことや、蛮族を味方につけていたグリケリウスは、蛮族による帝国の侵略の脅威からの脱却にもわずかながら成功するなどしたことである。例えば、西ゴート族のイタリア侵攻を軍事的に食い止め、また外交と貢納によって東ゴート族と平和な関係性を築いたりと功績を残した。その他、軍事的にも蛮族へ行動を起こし、それなりの結果を残したようである。
グリケリウスの治世が短いため、政治手腕としての結論を出すのは非常に難しい。しかし、彼が最後の政治に意欲的な西ローマ皇帝であったことは、その立法上の功績及び国教キリスト教の保護政策により、明白である。

## グリケリウスの貨幣
グリケリウスは主にイタリア北部のみを支配したと考えられており、彼の治世から見つかったコインは1枚を除いてすべてラヴェンナ（ラウェンナ）またはミラノ（メディオラヌム）で発見された物である。以下に示すコインには、「DN GLVCERIVS FP AVG（Domino Nostro Glycerius Felici Pio Augusto）」と刻まれている。
メディオラヌムで発行されたグリケリウスの珍しいトレミッシス貨には、2016年のスイスのオークションで34,000ドル以上の値がついている。

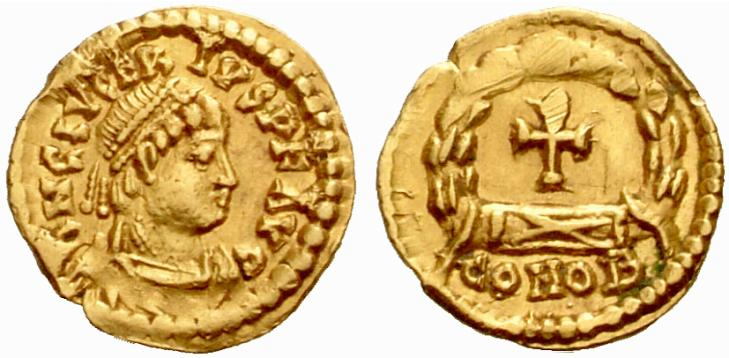
グリケリウスのトレミッシス
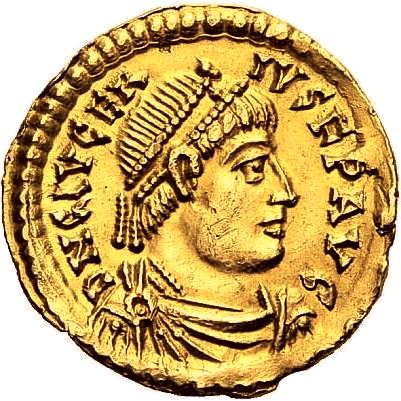
ラヴェンナから発掘されたソリドゥス
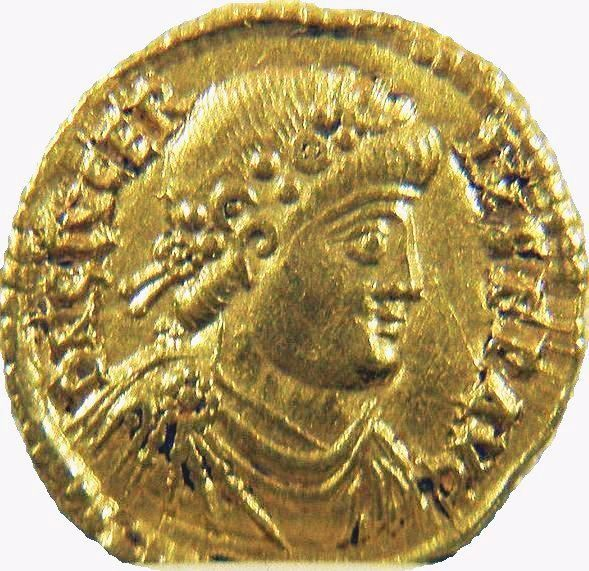
パラッツォ・マッシモのグリケリウスのソリドゥス

## 参照
- Gusso, Massimo (1992). “Sull'Imperatore Glycerio (473–474 d.C.)” (Italian). Studia et Documenta Historiae e Iuris LVIII:  168–193.
- Gordon, C.D. (1960). The Age of Attila. Fifth-Century Byzantium and the Barbarians. Ann Arbor: University of Michigan

### 一次資料
- アノニウス・ウァレシアヌス（英語版）（7.36）
- サラゴサ年代記（英語版）
- マグヌス・フェリクス・エンノディウス（英語版）（エンノディウス）による「聖エピファニウス伝（ラテン語 : Vita St. Epiphanius）」
- ファスティ・ウィンドボネンセス（英語版）（年代記）
- 511年のクロニカ・ガリカ（英語版）（年代記）
- アンティオキアのヨハネス (歴史家)（英語版） による著作物の断片209
- ヨルダネス 「ゲティカ（英語版）（ラテン語 : Gethica）」（45.239–241）
- マルコス (歴史家)（英語版）による著作物の断片1
- マルケリヌス・コムスによる年代記
- Paschale campanum（英語版）
- パウルス・ディアコヌス「ローマ史（ラテン語 : Historia Romana）」